# Stazione di Busan
La stazione di Busan (in coreano 부산역, 釜山驛 ) è la principale dell'omonima città ed è anche la stazione di termine per la linea Gyeongbu e la versione ad alta velocità di quest'ultima per i servizi KTX, che la collegano alla capitale Seul in circa 2 ore e 20 minuti.

## Posizione e struttura
La stazione si trova al centro di Busan, e offre anche un interscambio con la linea 2 della metropolitana di Busan. L'edificio attuale è stato ultimato nel 2003, quando i collegamenti KTX arrivarono per la prima volta a Busan. L'aspetto è di un grande edificio ricurvo in vetro, con un grande piazzale sul fronte della stazione. 
La superficie è di 24.646 metri quadrati, e tutti i servizi sono di ultima generazione. Sono presenti anche 11 scale mobili, 10 ascensori, una sala PC e diversi negozi e ristoranti.

## Linee

### Treni
- Korail
  - Linea Gyeongbu
  - Linea Donghae Nambu
  - Linea Gaya
  - Linea Gyeongjeon
  - Linea KTX Gyeongbu